# بادي تشايفسكي
بادي تشايفسكي (بالإنجليزية: Paddy Chayefsky)‏ (و. 1923 – 1981 م) هو كاتب سيناريو، وروائي، وكاتب مسرحي، وكاتب، وكاتب خيال علمي أمريكي، ولد في ذا برونكس، توفي في نيويورك، عن عمر يناهز 58 عاماً، بسبب سرطان.

## التعليم
تعلم في كلية مدينة نيويورك، وجامعة فوردهام، وثانوية ديوايت كلينتون ‏.

## جوائز وترشيحات
حصل على جوائز منها:
- وسام القلب الأرجواني
- جائزة الأوسكار لأفضل كتابة "سيناريو أصلي"، عن عمل: شبكة
- جائزة الأوسكار لأفضل كتابة "سيناريو أصلي"، عن عمل: المشفى
- جائزة الأوسكار لأفضل كتابة "سيناريو مقتبس"، عن عمل: مارتي.

ترشح لـ:
- جائزة الأوسكار لأفضل كتابة "سيناريو أصلي"، عن عمل: The Goddess (1958 film) [الإنجليزية]‏
- جائزة الأوسكار لأفضل كتابة "سيناريو أصلي"، عن عمل: شبكة
- جائزة الأوسكار لأفضل كتابة "سيناريو أصلي"، عن عمل: المشفى
- جائزة الأوسكار لأفضل كتابة "سيناريو مقتبس"، عن عمل: مارتي.

## وصلات خارجية
- بادي تشايفسكي على موقع IMDb (الإنجليزية)
- بادي تشايفسكي على موقع الموسوعة البريطانية (الإنجليزية)
- بادي تشايفسكي على موقع مونزينجر (الألمانية)
- بادي تشايفسكي على موقع ألو سيني (الفرنسية)
- بادي تشايفسكي على موقع ميوزك برينز (الإنجليزية)
- بادي تشايفسكي على موقع أول موفي (الإنجليزية)
- بادي تشايفسكي على موقع قاعدة بيانات برودواي على الإنترنت (الإنجليزية)
- بادي تشايفسكي على موقع قاعدة بيانات الأفلام السويدية (السويدية)
- بادي تشايفسكي على موقع إن إن دي بي (الإنجليزية)
- بادي تشايفسكي على موقع قاعدة بيانات الفيلم (الإنجليزية)